# Île Aïpoto
Île Aïpoto är en ö i Franska Guyana (Frankrike). Den ligger i den östra delen av landet, 70 km sydost om huvudstaden Cayenne. Arean är 4,3 kvadratkilometer.
Terrängen på Île Aïpoto är mycket platt. Öns högsta punkt är 28 meter över havet. Den sträcker sig 8,1 kilometer i nord-sydlig riktning, och 1,1 kilometer i öst-västlig riktning.  I omgivningarna runt Île Aïpoto växer i huvudsak städsegrön lövskog.